# Отмъстителите: Денят на страшния съд
„Отмъстителите: Денят на страшния съд“ (на английски: Avengers: Doomsday) е предстоящ американски супергеройски филм от 2026 г. за едноименния екип супергерои „Отмъстителите“ на Марвел Комикс. Режисьори са Антъни и Джо Русо, а сценарият е на Стивън Макфийли. Той ще е 39-ият филм в киновселената на Марвел и продължение на  „Отмъстителите: Краят“ (2019).
Премиерата ще се състои в Съединените щати на 1 май 2026 г. като част от Шестата фаза на „Киновселената на Марвел“.